# Ettore Desderi
Ettore Desderi (Asti, 10 dicembre 1892 – Firenze, 23 novembre 1974) è stato un compositore italiano.

## Biografia
Studiò composizione a Torino con Luigi Perrachio, e si diplomò nel 1921 a Milano sotto la guida di Franco Alfano. In seguito si perfezionò a Bologna con Ildebrando Pizzetti. Contemporaneamente agli studi musicali, portò a compimento nel 1920 quelli di architettura.
Optò per la carriera musicale dopo che i tentativi di mantenersi economicamente come architetto non andarono a buon fine; dal 1933 al 1941 fu direttore del Liceo Musicale di Alessandria (che nel 1969 diverrà conservatorio statale grazie a Felice Quaranta), fu poi, per un breve periodo, docente di composizione a Bolzano, per poi ricoprire la medesima cattedra a Milano fino al 1951. Diresse infine il conservatorio di Bologna fino al 1963.
Suo figlio, Claudio Desderi, è stato un apprezzato baritono italiano.

## Stile
Sebbene abbia lasciato alcune composizioni che dichiarano l'assimilazione del linguaggio jazzistico, la musica di Desderi è caratterizzata da una solida severità strutturale ed espressiva, che indaga con mano sicura le forme più tradizionali. Influenza determinante sulla sua opera fu quella esercitata dalla musica di César Franck, dal sinfonismo di Max Reger e di Johannes Brahms, la cui lezione fu mediata dai compositori della cosiddetta "Generazione dell'Ottanta", dei cui maestri fu allievo diretto. Nella cospicua e raffinata produzione di liriche preferì autori italiani come Vittorio Alfieri, Giosuè Carducci, Sergio Corazzini, Gabriele D'Annunzio (una scelta, questa, che l'accomuna, fra gli altri, al suo maestro Pizzetti), Guido Gozzano (che condivide ad esempio con il conterraneo Giorgio Federico Ghedini), Giovanni Pascoli; tra gli autori stranieri di cui mise in musica i versisi trovano Friedrich Hölderlin, Rainer Maria Rilke e Arthur Rimbaud.

## Opere
- Architetture di Cattedrali, per orchestra
- Job, cantata
- Miti silvani per pianoforte e fiati
- Tre Pezzi per violino e pianoforte
- Jazz Suite per violino e pianoforte
- Sonata in mi per chitarra
- Serenata, Improvviso, Tarantella per chitarra
- Due cacce quattrocentesche per soprano e chitarra
- Pastorale per organo
- Ricercare a Capriccio per organo
- Impressioni per quartetto d'archi
- Intermezzi per l'Antigone per orchestra
- Liriche giapponesi per canto e pianoforte

Musica corale
- Missa tempore belli per coro
- Missa dona pacem per coro
- Ave verum per coro
- Jesum tradidit per coro
- Vinea mea per coro